# Liste des imams de prière du vendredi à Téhéran

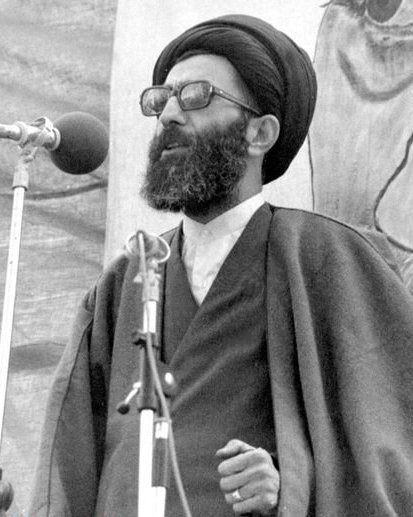
Ali Khamenei, actuel chef suprême de l'Iran en tant qu'Imam de prière du vendredi à Téhéran en 1980.

Cet article est la liste des imams de la prière du vendredi de Téhéran depuis 1908. L'imam actuel est le guide suprême de l'Iran Ali Khamenei qui nomme également des imams temporaires. Mohammad Emami-Kashani (en), Ahmad Khatami (en), Kazem Seddiqi (en), Mohammad Ali Movahedi-Kermani, Mohammad-Hassan Aboutorabi Fard (en) et Mohammad Javad Haj Ali Akbari (en) sont actuellement les imams temporaires de Téhéran.

## Avant la révolution de 1979
| N ° | Imam                                         | Date        | Nommé par            | Remarques                                                   |
| --- | -------------------------------------------- | ----------- | -------------------- | ----------------------------------------------------------- |
| 1   | Mohammad Mahdi Khatoun-Abadi (Agha Bozorgue) | 1857- 1885  | Fath Ali Chah Qadjar | Mort en fonction                                            |
| 2   | Abolqasem Khatoun-Abadi (Agha)               | 1885 - 1891 | Mohammad Chah Qadjar | Mort en fonction                                            |
| 3   | Hassan Emami (en)                            | 1947 - 1979 | Mohammad-Reza Shah   | A quitté ses fonctions en raison de la révolution iranienne |

### Après 1979
| N ° | Imam                  | Date                                | Nommé par          | Remarques                       |
| --- | --------------------- | ----------------------------------- | ------------------ | ------------------------------- |
| 1   | Mahmoud Taleghani     | 27 juillet 1979 - 9 septembre 1979  | Rouhollah Khomeini | Mort en fonction                |
| 2   | Hossein Ali Montazeri | 12 septembre 1979 - 14 janvier 1980 | Rouhollah Khomeini | Démissionne                     |
| 3   | Ali Khamenei          | depuis le 14 janvier 1980           | Rouhollah Khomeini | Nommé par Hossein Ali Montazeri |

#### Imams temporaires
Les imams temporaires encore en fonction sont marqués en bleu.
| N ° | Imam                                   | Date                               | Nommé par          | Remarques             |
| --- | -------------------------------------- | ---------------------------------- | ------------------ | --------------------- |
| 1   | Abdul-Karim Mousavi Ardebili           | 13 février 1981 - 24 décembre 1993 | Rouhollah Khomeini |                       |
| 2   | Hachemi Rafsandjani                    | 3 juillet 1981 - 17 juillet 2009   | Rouhollah Khomeini |                       |
| 3   | Mohammed Emami-Kashani (en)            | depuis le 30 octobre 1981          | Rouhollah Khomeini |                       |
| 4   | Mohammad Mahdi Rabbani Amlashi (fa)    | 11 décembre 1981 -?                | Rouhollah Khomeini | Il a été imam 3 fois  |
| 5   | Mohammad Yazdi                         | 1982 - fin des années 1990         | Rouhollah Khomeini | Démissionne           |
| 6   | Mohammad Reza Mahdavi-Kani             | 11 mars 1983 - 19 juin 2009        | Rouhollah Khomeini | Il a été imam 12 fois |
| 7   | Ahmad Jannati                          | 3 avril 1992 - 11 mars 2018        | Ali Khamenei       | Démissionne           |
| 8   | Seyyed Hassan Taheri Khorramabadi (fa) | ?                                  | Ali Khamenei       | Il a été imam 9 fois  |
| 9   | Ahmad Khatami (en)                     | depuis le 18 décembre 2005         | Ali Khamenei       |                       |
| 10  | Kazem Seddiqi (en)                     | depuis le 1er août 2009            | Ali Khamenei       |                       |
| 11  | Mohammad Ali Movahedi-Kermani          | depuis le 2 décembre 2012          | Ali Khamenei       |                       |
| 12  | Mohammad-Hassan Aboutorabi Fard (en)   | depuis le 14 février 2018          | Ali Khamenei       |                       |
| 13  | Mohammad Javad Haj Ali Akbari (en)     | depuis le 31 décembre 2018         | Ali Khamenei       |                       |